# Одного разу на все життя
«Одного разу на все життя» — радянський художній фільм 1977 року, знятий режисером Віктором Пусурмановим на кіностудії «Казахфільм».

## Сюжет
За мотивами однойменної поеми Габіта Мусрепова. 1918 рік. Важко починалось у казахському степу нове життя…

## У ролях
- Джамбул Худайбергенов — Єркебулан
- Гульнара Сулейменова — Акліма
- Раїса Мухамедьярова — Акбала
- Сарсен Баймуханов — Карім
- Ануарбек Молдабеков — Сойлбек
- Болат Калимбетов — Кайсар
- Каукен Кенжетаєв — Байкен
- Нурлибай Єсімгалієв — Мирзагельди
- Дімаш Ахімов — Токе
- Совєтбек Джумадилов — Отарбай
- Олексій Свєкло — штабс-капітан
- Анатолій Анопрієнко — політичний каторжанин
- Євген Попов — політичний каторжанин
- Х. Каримов — політичний каторжанин
- Сабіра Майканова — бабуся
- Г. Сулейменов — господар дому
- Б. Сеїтов — роль другого плану
- Амангельди Тажбаєв — роль другого плану
- Байкенже Бельбаєв — роль другого плану
- Мейрман Нурекєєв — роль другого плану
- Ментай Утепбергенов — роль другого плану
- Турсун Куралієв — роль другого плану
- Ш. Імашев — роль другого плану
- Жамал Жалмухамедова — роль другого плану
- І. Арчебасов — роль другого плану
- Ж. Хаджиєв — роль другого плану
- Кененбай Кожабеков — роль другого плану

## Знімальна група
- Режисер — Віктор Пусурманов
- Сценаристи — Олексій Бєлянинов, Габіт Мусрепов
- Оператор — Ігор Вовнянко
- Композитор — Базарбай Джуманіязов
- Художник — Абдрашит Садиханов